# Ковалёв, Дмитрий Сергеевич
Дми́трий Серге́евич Ковалёв (род. 15 мая 1982, Омск, СССР) — российский гандболист; тренер. Мастер спорта России международного класса.

## Карьера
Начал заниматься гандболом в 1991 году в ДЮСШ города Омска. Профессиональную карьеру начал в омском клубе СКИФ. В 1999 году Дмитрий Ковалёв выступал за «Сунгуль» из Снежинска. С 2003 года выступал за подмосковный клуб «Чеховские медведи», в составе которого был до 2017 года.
В 2017 году перешёл в клуб «Спартак» (Москва). В «Спартаке» стал капитаном команды. В январе 2022 года, когда Ковалёв в составе сборной России выступал на чемпионате Европы, руководством «Спартака» были инициированы выборы нового капитана. По возвращению с первенства Европы в «Спартаке» Ковалёва попросили написать заявление об уходе, а после того, как он отказал, игрока перевели в дублирующий состав. По словам генерального директора «Спартака» Василия Славина и главного тренера команды Олега Кулешов, такие дисциплинарные меры к игроку были приняты с тем, что Ковалёв, на которого рассчитывали как на лидера команды в раздевалке, по мнению руководства клуба неудовлетворительно снизил требования к себе и проявлял себя как на площадке, так в качестве лидера коллектива. Также были озвучены подозрения в том, что Ковалёв участвовал в «сливах» матчей и незаконных букмекерских ставках. Так как регламент первенства дублирующих составов допускал, что в матчах могут принимать только молодые игроки, в дубле «Спартака» Ковалёв мог только тренироваться.
14 февраля 2020 года, за день до закрытия трансферного окна перешёл из «Спартака» в клуб «Чеховские медведи»; контракт был подписан до окончания сезона. Сезон 2019/2020 в конце марта 2020 года был досрочно завершён в связи с распространением коронавирусной инфекции COVID-19, но Ковалёв успел в новом клубе статья обладателем Кубка и чемпионом России. Этот сезон стал последним в профессиональной карьере игрока.

## Достижения
- Чемпион Европы среди юношей 2001 года
- Чемпион мира среди молодёжи 2001 года
- обладатель Кубка обладателей кубков европейских стран — 2006
- Чемпион России (15) — 2004—2017, 2020
- Обладатель Кубка России (8) — 2009, 2010, 2011, 2012, 2013, 2015, 2016, 2020
- Участник Олимпийских игр 2008 года в Пекине

## Статистика
| Сезон        | Клуб              | Лига      | Матчи | Голы | 7-метр | Голы | передачи | перехваты |
| ------------ | ----------------- | --------- | ----- | ---- | ------ | ---- | -------- | --------- |
| 2013/14      | Чеховские медведи | Суперлига | 28    | 191  |        |      |          |           |
| 2014/15      | Чеховские медведи | Суперлига | 27    | 175  | 62     | 113  | 10       | 8         |
| 2015/16      | Чеховские медведи | Суперлига | 19    | 109  | 46     | 63   | 15       | 8         |
| 2016/17      | Чеховские медведи | Суперлига | 27    | 132  | 65     | 67   | 22       | 6         |
| 2017/18      | Спартак Москва    | Суперлига | 29    | 209  | 87     | 122  | 33       | 14        |
| 2013-по н.в. | Итого             | Суперлига | 130   | 816  | 250    | 566  | 80       | 36        |